# Metazygia serian
Metazygia serian är en spindelart som beskrevs av Levi 1995. Metazygia serian ingår i släktet Metazygia och familjen hjulspindlar.
Artens utbredningsområde är Costa Rica. Inga underarter finns listade i Catalogue of Life.